# Isolaverde
Isolaverde is een plaats (frazione) in de Italiaanse gemeente Chioggia.